# 天衢新区
天衢新区是位于中华人民共和国山东省德州市的省级新区，规划面积417.68平方公里，各方位范围在冀鲁省界，抬头寺镇、安德街道南边界，岔河，边临镇东边界之内。2021年11月22日正式批复《德州天衢新区发展规划》，2022年6月13日德州经济技术开发区、德州运河经济开发区合并。新区整合了经济技术开发区、运河经济开发区和陵城区经济开发区的一部分，对接京津冀协同发展。
目前新区已建成学校、体育设施、文化景区等，德州市政部门也陆续搬迁至天衢新区。

## 天衢新区图集

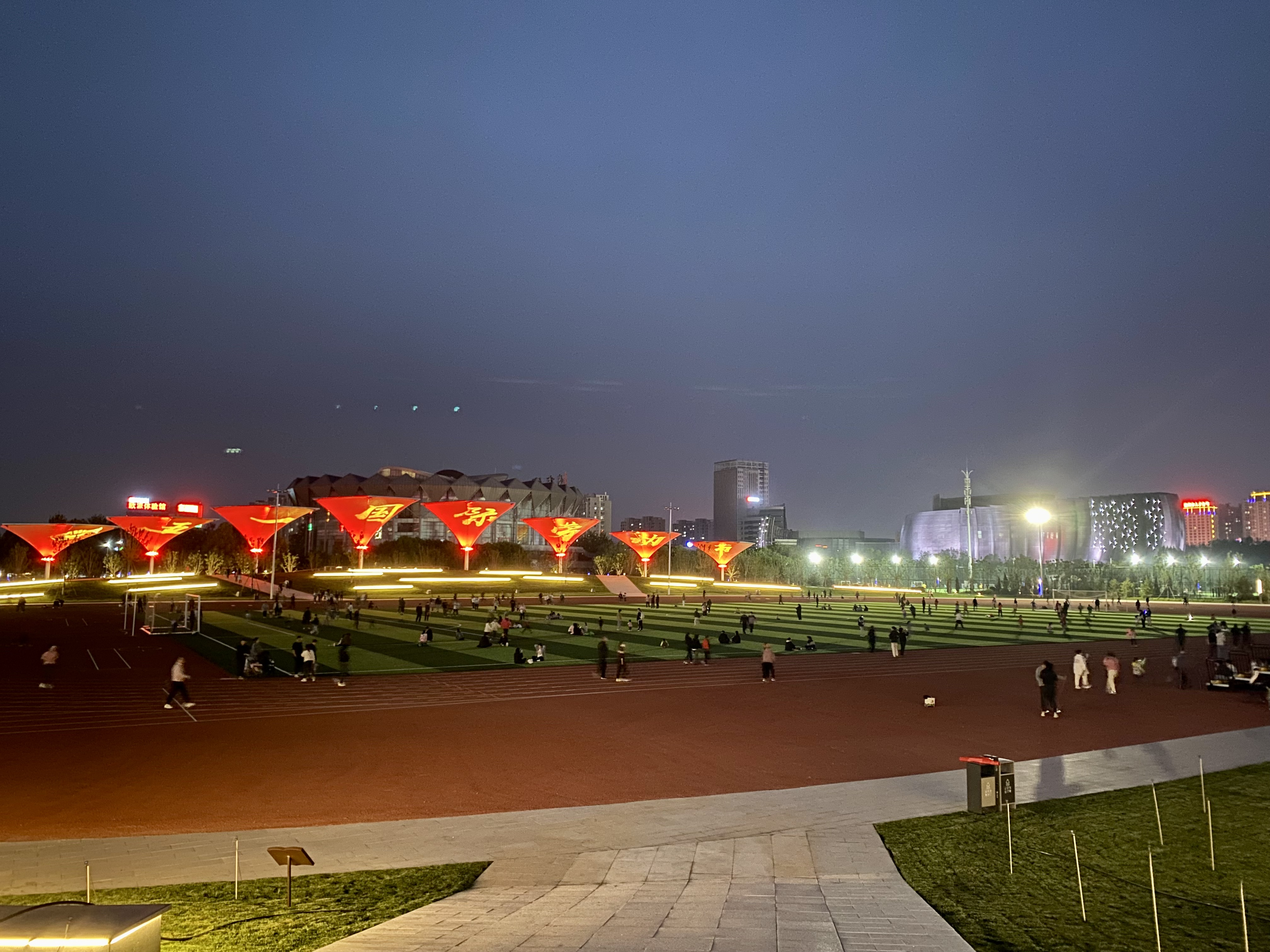
德州市新体育中心
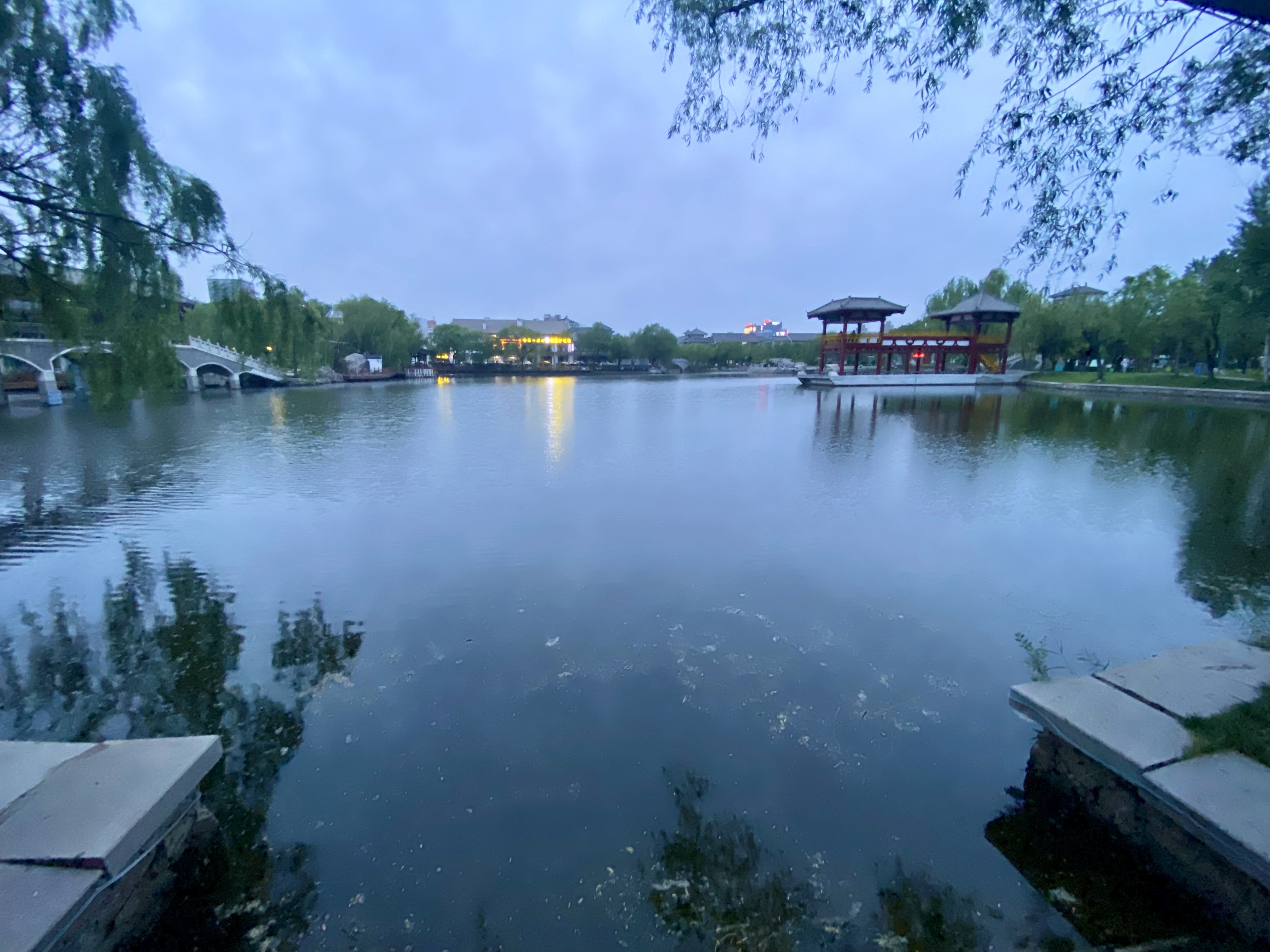
德州董子文化园
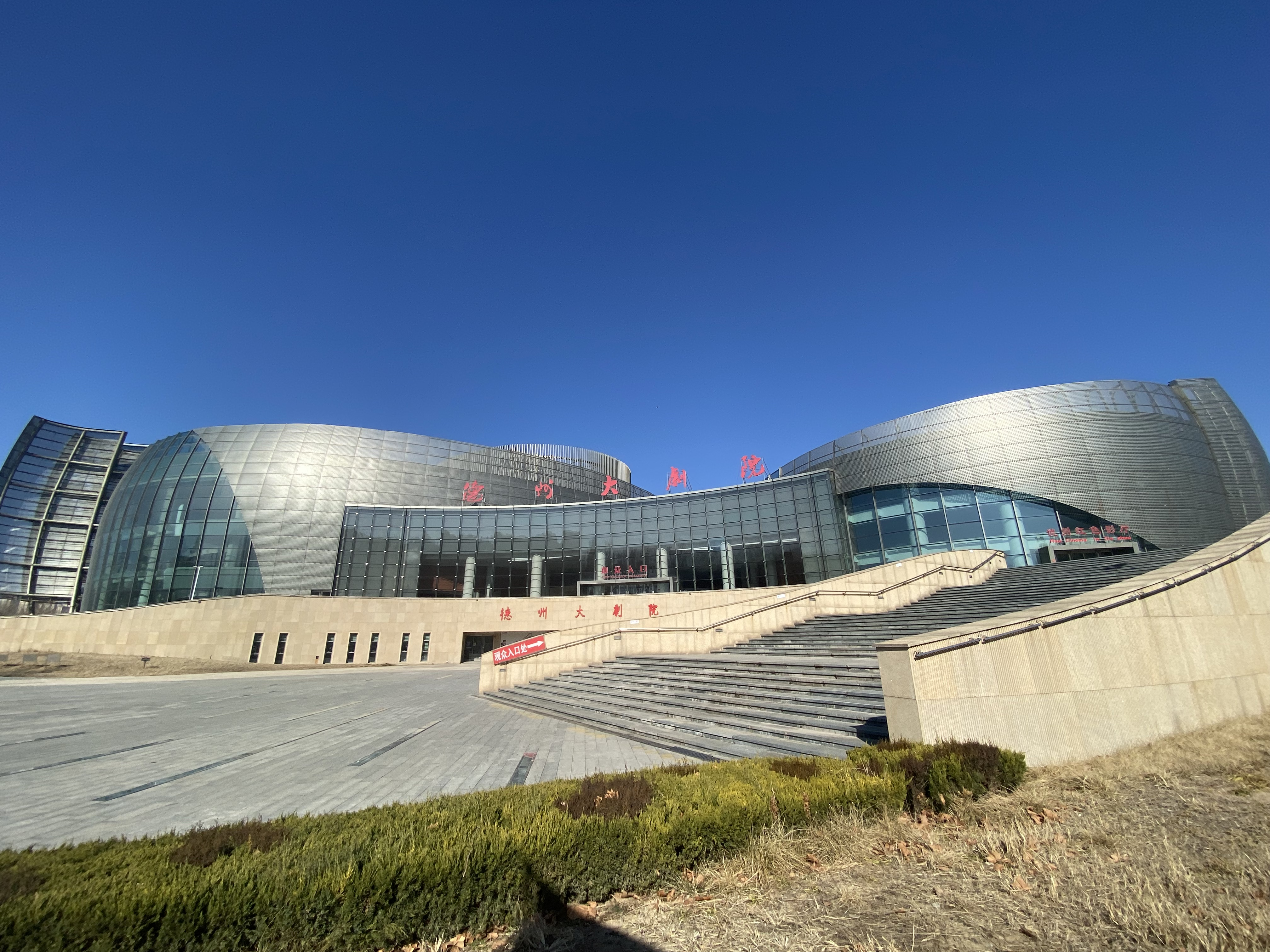
德州大剧场
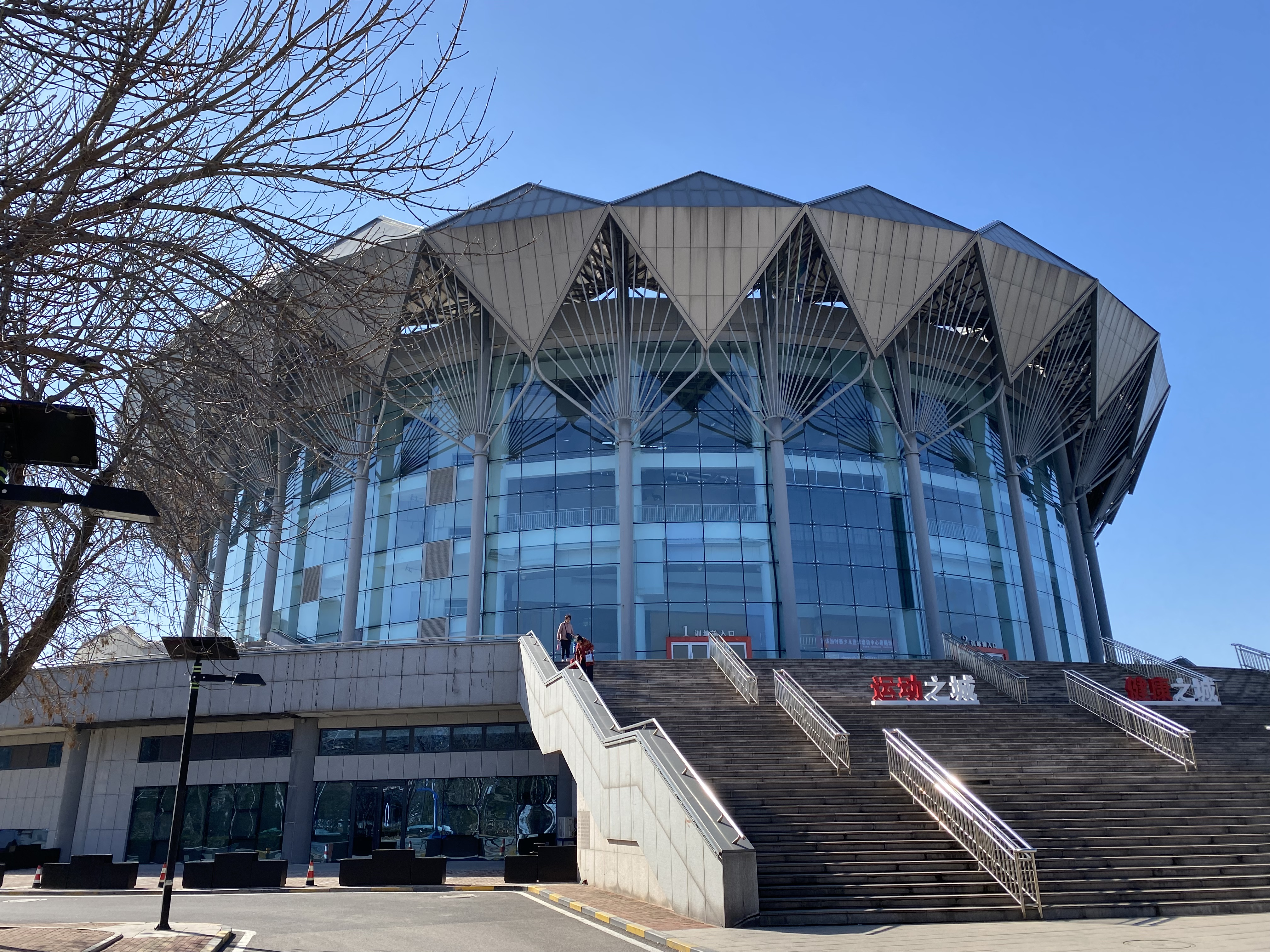
德州体育馆
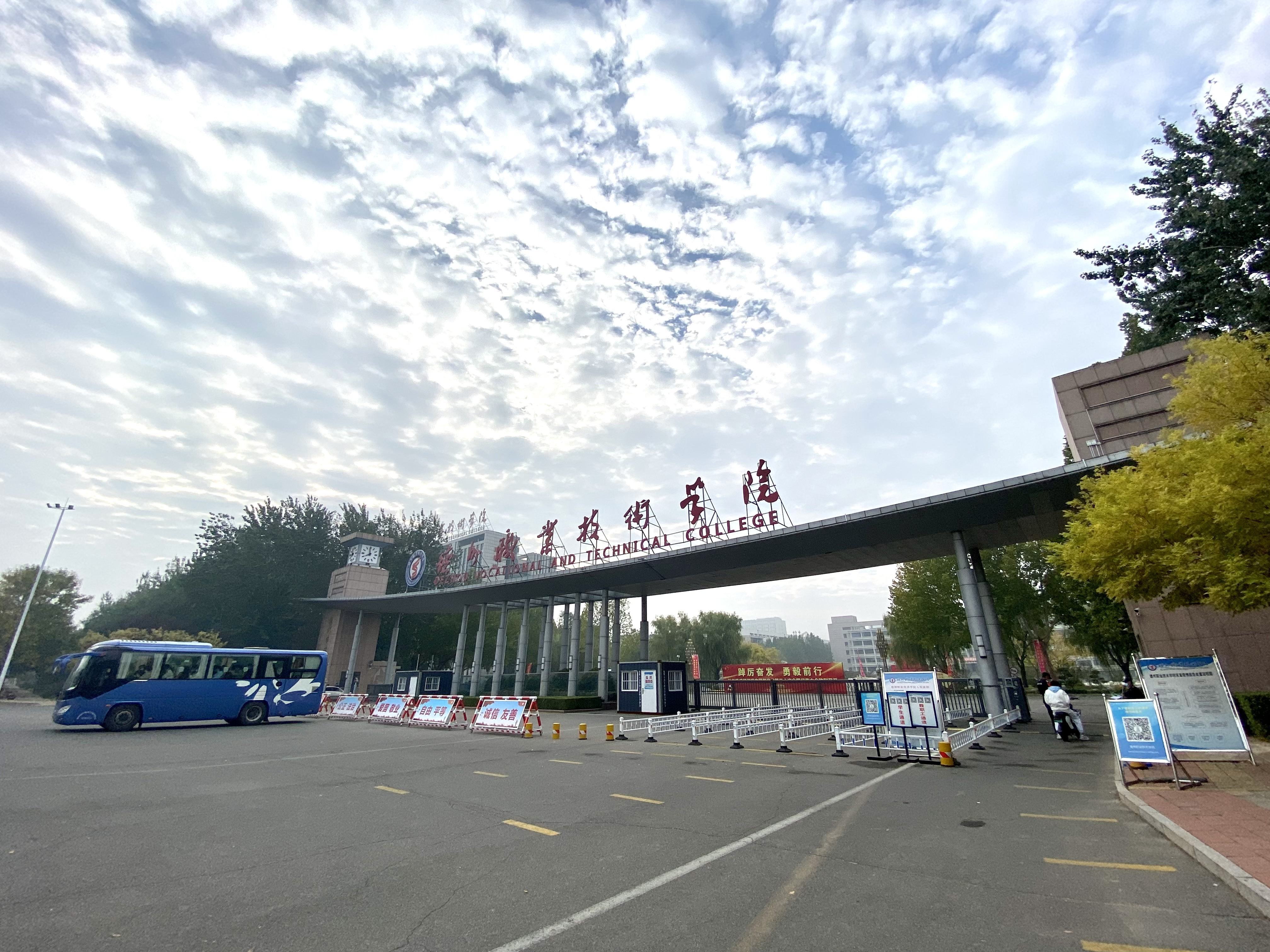
德州职业技术学院
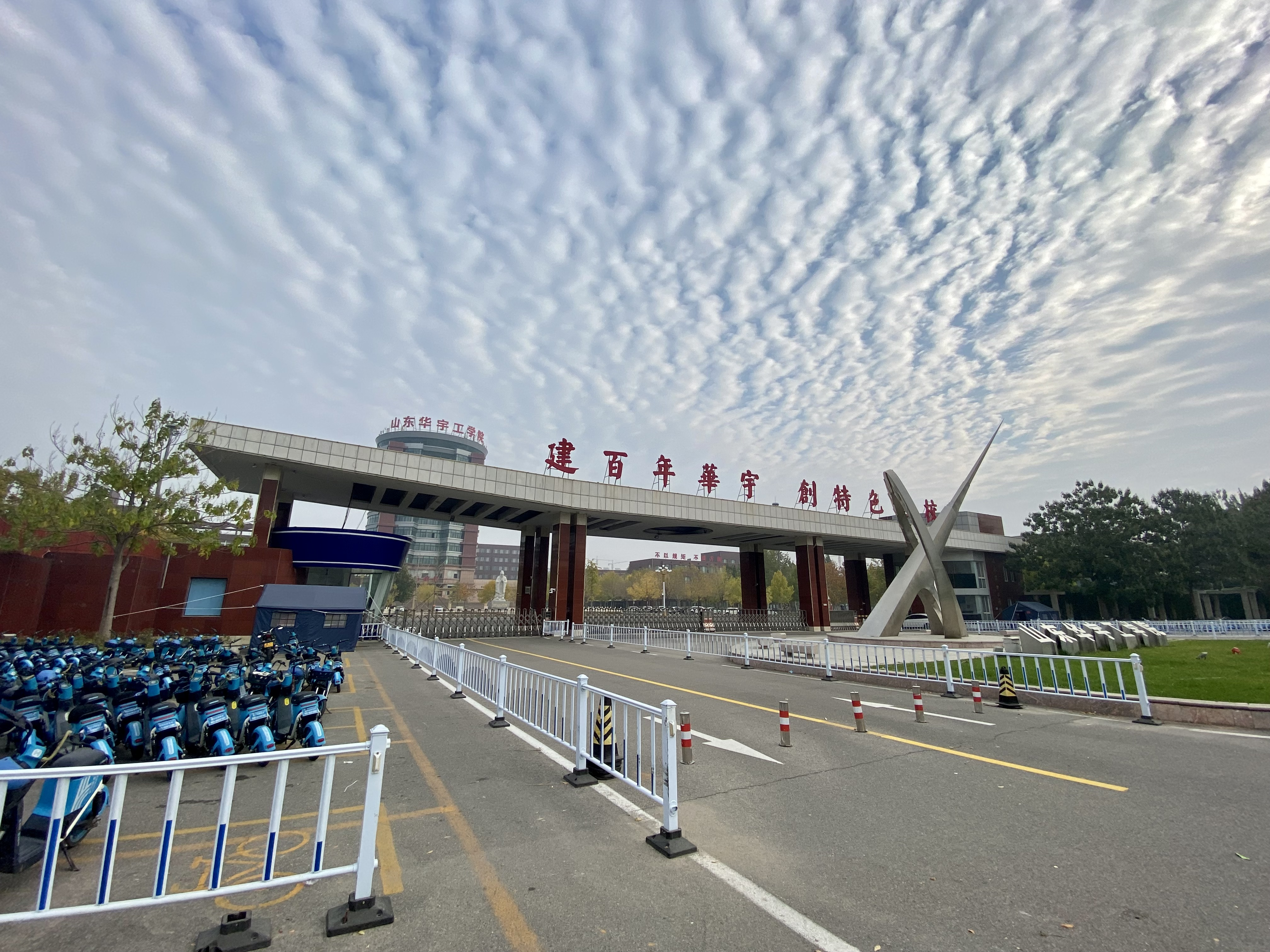
山东华宇工学院